# Philippe Flucklinger
Philippe Flucklinger est un footballeur français né le 24 mai 1963 à Metz évoluant au poste de gardien de but.

## Biographie
Philippe Flucklinger joue principalement en faveur de Strasbourg, Montpellier et Metz.
En 14 ans de carrière il dispute 152 matchs en Division 1 et 79 matchs en Division 2.
Au total c'est plus de 500 matchs sur la feuille de matchs dont 263 en tant que titulaire toutes compétitions confondues.
Lors de la saison 2018-2019, il est délégué régional de l'UNFP pour le Sud et la Corse auprès des joueurs de L1, L2 et National.

## Palmarès

### En club
| - RC Strasbourg - Division 2 (B) - Vainqueur : 1988 |  | - Montpellier HSC - Coupe Intertoto - Vainqueur : 1999 |  |  |